# Självrisk
Självrisk är den utgift som försäkringstagaren själv svarar för vid beräkning av ersättningen vid olika skadefall, exempelvis om huset brinner upp eller bilen råkar ut för skador. Självrisken bestäms av de villkor som finns i försäkringsbrevet och som vid försäkringens tecknande fastställts av försäkringsbolaget.
Sedan slutet av 1990-talet har självriskerna ökat bland annat på grund av försäkringsbedrägerier och ökade reparationskostnader.[källa behövs]
Självrisk kan uttryckas som en proportionell andel (i procent av det försäkrade eller förlustbeloppet) eller som ett absolut värde (i monetära termer).